# Liváda (Réthymnon)
Liváda, en grec moderne : Λιβάδα ou Λειβάδα, est un village du dème de Mylopótamos, en Crète, en Grèce. Selon le recensement de 2011, la population de Liváda compte 36 habitants. Il est situé à une altitude de 470 m et à une distance de 46 km de Réthymnon.